# Classe Pizarro
La classe Pizarro est une classe de frégates de la marine espagnole.

## Historique
Dès 1957, elle est renforcée par les destroyers de la Classe Lepanto (Classe Fletcher).

## Navires de la classe Pizarro
| Nom                   | Numéro | Chantier naval | Lancé | Modernisé | Retiré du service | Cause        |
| --------------------- | ------ | -------------- | ----- | --------- | ----------------- | ------------ |
| Pizarro               | F-31   | Bazán Ferrol   | 1946  | non       | 1970              | Mis au rebut |
| Hernán Cortés         | F-32   | Bazán Ferrol   | 1947  | non       | 1971              | Rebut        |
| Vasco Núñez de Balboa | F-33   | Bazán Ferrol   | 1947  | non       | 1965              | Rebut        |
| Martín Alonso Pinzón  | F-34   | Bazán Ferrol   | 1948  | non       | 1966              | Rebut        |
| Magallanes            | F-35   | Bazán Ferrol   | 1948  | non       | 1971              | Rebut        |
| Sarmiento de Gamboa   | F36    | Bazán Ferrol   | 1950  | non       | 1974              | Rebut        |
| Vicente Yáñez Pinzón  | F-41   | Bazán Ferrol   | 1949  | 1960      | 1983              | Rebut        |
| Legazpi               | F-42   | Bazán Ferrol   | 1951  | 1960      | 1978              | Rebut        |